# روس مونرو فينتر
روس مونرو فينتر (بالإنجليزية: Ross Monroe Winter)‏ هو عازف كمان أمريكي، ولد في 7 يوليو 1981.